# The Score (Album)
The Score ist das zweite und bislang letzte Studioalbum der Hip-Hop-Gruppe Fugees. Es wurde im Februar 1996 über Columbia Records veröffentlicht. Mit über 22 Millionen verkauften Exemplaren zählt es zu den weltweit meistverkauften Musikalben.

## Konzept
Das Album wurde als „musikalischer Schmelztiegel der modernen Musikkultur“ entworfen, was Pras Michel in einem Interview 1996 auf die Hörgewohnheiten der Mitglieder zurückführte. Zusammengesetzt mit Zitaten und Reverenzen aus Reggae, Soul, Hip-Hop und haitianischer Folklore agiert es teilweise genreübergreifend, was seinerzeit im Eastcoast-Hiphop eine eher unpopuläre Herangehensweise war.
Das Arrangement des Albums, basierend auf Samples (u. a. fanden Ooh La La La von Teena Marie, Ready or Not (Here I Come) von The Delfonics oder Rock Dis Funky Joint von Poor Righteous Teachers Verwendung) aus Drumcomputern und Live-Instrumentierung, ist deutlich melodieorientierter und klangfarblich wärmer als die damals erfolgreichen Dr.-Dre-Produktion auf Synthesizer-Basis. Die Fugees sahen sich in der Tradition von De La Soul, was sich unter anderem in der zugänglichen, eingängigen Umsetzung komplexer Themen niederschlug.
Die teils sehr eindeutigen Inhalte (Explicit Content) der Texte bezeichnete Pras als „spirituellen Ausdruck des eigenen Bewusstseins“. Thematisch behandelt The Score afrozentrische sowie Hip-Hop-kritische Inhalte und Auseinandersetzungen mit Gebieten von gesellschaftlichen und kulturellem Belangen wie Religion, Polizeikorruption oder die Glorifizierung von Kriminalität. Am Album mitgewirkt haben Stephen Marley, Rah Digga, Young Zee, Pacewon, Akon, Salaam Remi, John Forté, Shawn King, und Diamond D.

## Titelliste
1. Red Intro – 1:51
2. How Many Mics – 4:28
3. Ready or Not – 3:47
4. Zealots – 4:20
5. The Beast – 5:37
6. Fu-Gee-La – 4:20
7. Family Business – 5:43
8. Killing Me Softly – 4:58
9. The Score – 5:02
10. The Mask – 4:50
11. Cowboys – 5:23
12. No Woman, No Cry – 4:33
13. Manifest/Outro – 5:59
14. Fu-Gee-La [Refugee Camp Remix] – 4:22
15. Fu-Gee-La [Sly & Robbie Mix] – 5:27
16. Mista Mista – 2:42
17. Fu-Gee-La [Refugee Camp Global Mix] – 4:20

## Rezeption

### Kritik
Die Reaktion von Fans und Kritikern fiel überwiegend positiv aus, was vor allem an der eklektizistischen Gestaltung des Albums lag, die Gesang und Rap gleichermaßen miteinbezog. Die Zeit attestierte der Platte, hübsche Melodien zu haben und sehr ansprechend montiert zu sein und sah in den vielen Reverenzen und Zitaten, die das Album beinhaltet, die Härte des Rap, die Leichtigkeit des Reggae und die Wärme des Soul verschmolzen zu einer „verblüffenden Vision schwarzer Musik“.
Die Redaktion der Intro lobte den Hip-Hop-Entwurf der Band mit diesem Album, da sie viele 'Regeln' des Rap unkonventionell angehen oder gar brechen würde und interpretierte dies als „Weiterentwicklung [von Rap-Musik] [...] durch Simplifikation [...]“. Weiter schrieb Intro, dass jeder Hörer in musikalischer Hinsicht „Unmengen aus dieser Platte lernen könne“.
Angus Taylor verglich auf bbc.co.uk die Fugees mit Santana und Bob Marley, da sie ihre musikalische Sozialisation im Hip-Hop durch ihre Gestaltung in ähnlicher Form massentauglich machen würden. Andere Kritiker sahen Fu-Gee-La als die Quintessenz des Fugee-Sounds und verstanden die Veröffentlichung der Single No Woman, No Cry unmittelbar nach 2Pacs Tod als offensichtliche Symbolik des Friedens für die Hip-Hop-Szene, sahen die restlichen Titel der Platte jedoch nicht auf dem gleichen Niveau der Singles und bezeichneten sie als bisweilen minderwertig.
Die Zeitschrift Juice , im Erscheinungsjahr des Albums 1996 noch nicht erschienen, nahm The Score 2002 auf Platz 71 in seine Liste der „100 besten Rap-Alben“ auf und begründete diese Entscheidung damit, dass es für die späteren Karriereaufstiege von Lauryn Hill und Wyclef Jean verantwortlich gewesen sei. Der Rolling Stone listet The Score auf Platz 477 seiner 500 besten Alben aller Zeiten, und Robert Dimery hat The Score in seine musikalische Anthologie 1001 Albums You Must Hear Before You Die aufgenommen.

### Auszeichnungen
- The Score hat 1996 zwei Grammy Awards in den Kategorien Best R&B Performance By A Duo Or Group With Vocal (für Killing Me Softly) und Best Rap Album erhalten.[13]

## Kommerzieller Erfolg

### Chartplatzierungen
The Score stieg am 22. April 1996 auf Platz 62 der deutschen Albumcharts ein und kletterte innerhalb von 13 Wochen in der 29. Kalenderwoche des Jahres 1996 bis auf Platz 1, wo es sich über 6 Wochen lang hielt. Bis zum 10. März 1997 (Platz 88) hatte The Score sich 46 Wochen in den Top 100 aufgehalten, bevor es am 24. März 1997 auf Platz 91 und mit insgesamt 47 Wochen Aufenthalt letztmals in den Charts verzeichnet wurde.
| ChartsChartplatzierungen       | Höchstplatzierung | Wochen |
| ------------------------------ | ----------------- | ------ |
| Deutschland (GfK)              | 1 (48 Wo.)        | 48     |
| Österreich (Ö3)                | 1 (28 Wo.)        | 28     |
| Schweiz (IFPI)                 | 1 (44 Wo.)        | 44     |
| Vereinigte Staaten (Billboard) | 1 (64 Wo.)        | 64     |
| Vereinigtes Königreich (OCC)   | 2 (92 Wo.)        | 92     |

| ChartsJahrescharts (1996)    | Platzierung |
| ---------------------------- | ----------- |
| Deutschland (GfK)            | 1           |
| Österreich (Ö3)              | 5           |
| Schweiz (IFPI)               | 6           |
| Vereinigtes Königreich (OCC) | 7           |

| ChartsJahrescharts (1997)    | Platzierung |
| ---------------------------- | ----------- |
| Vereinigtes Königreich (OCC) | 53          |

### Auszeichnungen für Musikverkäufe
Das Album erhielt für sieben Millionen verkauften Einheiten siebenmal Platin in den Vereinigten Staaten, fünfmal im Vereinigten Königreich und einmal in Österreich. In Deutschland erhielt das Album Dreifach-Gold für 750.000 Verfäufe;in Frankreich eine Diamantene Schallplatte Weltweit verkaufte es sich laut Quellen mehr als 22 Millionen Mal. “”
| Land/Region                  | Auszeichnungen für Musikverkäufe (Land/Region, Auszeichnung, Verkäufe) | Verkäufe    |
| ---------------------------- | ---------------------------------------------------------------------- | ----------- |
| Australien (ARIA)            | Platin                                                                 | 70.000      |
| Belgien (BRMA)               | Platin                                                                 | (50.000)    |
| Brasilien (PMB)              | Gold                                                                   | 100.000     |
| Dänemark (IFPI)              | 4× Platin                                                              | (80.000)    |
| Deutschland (BVMI)           | 3× Gold                                                                | (750.000)   |
| Europa (IFPI)                | 5× Platin                                                              | 5.000.000   |
| Frankreich (SNEP)            | Diamant                                                                | (1.000.000) |
| Italien (FIMI)               | Gold                                                                   | (25.000)    |
| Japan (RIAJ)                 | Gold                                                                   | 100.000     |
| Kanada (MC)                  | 5× Platin                                                              | 500.000     |
| Neuseeland (RMNZ)            | 2× Platin                                                              | 30.000      |
| Norwegen (IFPI)              | Gold                                                                   | (25.000)    |
| Österreich (IFPI)            | Platin                                                                 | (50.000)    |
| Polen (ZPAV)                 | Platin                                                                 | (100.000)   |
| Schweden (IFPI)              | Platin                                                                 | (100.000)   |
| Schweiz (IFPI)               | 2× Platin                                                              | (100.000)   |
| Spanien (Promusicae)         | Platin                                                                 | (100.000)   |
| Vereinigte Staaten (RIAA)    | 7× Platin                                                              | 7.000.000   |
| Vereinigtes Königreich (BPI) | 5× Platin                                                              | (1.500.000) |
| Insgesamt                    | 5× Gold · 25× Platin · 1× Diamant ·                                    | 4.680.000   |

## Trivia
- Auf dem Fu-Gee-La (Sly & Robbie Mix) befindet sich ein Beitrag des Sängers Akon, der im Booklet nur in den Danksagungen erwähnt wird.[45]